# Mnyistyek család
Mnyistyek család Nyitra vármegyei és Verebélyi széki egyházi nemes család. A családnév szláv eredetű, feltételezhetően a szerzetességgel hozható kapcsolatba. A családnév számos formában (Mistyak, Mnistik, Mníštek, Mnyistyek, Mnyistyik, Mnÿstik) jelent meg a forrásokban. A család ismert tagjai a 19. század közepén Nemespannon és Cabajon, majd Kiscétényben éltek.
1777-ben és 1778-ban vizsgálták Mnystik András nemespanni és néveri birtoklását.
1809-ben Mnyistyik István (68 éves) és fia István (36, Cabajon) és Myestik Ferenc (53) szerepeltek a nemespanni egyházi nemesek között. 1844-ben Mnÿscsik másként Szedmák József szerepelt a nemesi összeírásban Nemespannon. 1845-ben Mistyák József felesége pereskedett Feldmár Farkas zsidóval a haszonbér miatt. 1847-ben Mnyicsek Józsefet Nemespannon, Mnyistyek Józsefet pedig Cabajon írták össze a nemesi összeírásban. A 19. században Mohácson is felbukkant a Mnistik család.
Rokonságban álltak többek között az Evetke és a Kecskeméthy családokkal.
Az 1930-as években Bánkeszin, Komjáton, Nyitrán és Tapolyhanusfalván az 1990-es években Szlovákiában az Érsekújvári járásban éltek Mníštek családbeliek.

## Neves családtagok
- Spányik Glicér (1783–1850) piarista szerzetes, tanár, igazgató, történetíró, oktatásügyi hivatalnok
- Mnyistyek Lajos (20. század eleje) postai alkalmazott Budapesten
- Mnistek Tivadar (20. század eleje) postai alkalmazott